# Mágusok (televíziós sorozat, 1995)
A Mágusok (Spellbinder) egy 1995-ben megjelent, fiataloknak szóló fantasy, kaland, sci-fi sorozat. Különlegessége, hogy ausztrál-lengyel koprodukcióban készült (mindkét ország adott hozzá helyszínt és színészeket is). Létrehozásán a Film Australia és a Lengyel Közszolgálati Televízió (TVP), valamint az Australian Children's Television Foundation (ACTF) működtek együtt. A története erősen oktató jelleggel lett kidolgozva a megcélzott korosztály számára, és lezárt, egészet alkot. Az első széria (évad helyett helyesebb így nevezni) 26 egybefüggő, egyenként 25 perces epizódból áll. Sikerét az 1996-ban az Ausztrál Filmintézet által odaítélt Legjobb Gyermek Televíziós Dráma díj (11. epizód - The Centre Of Power), valamint egy soron következő Spellbinder: Land of the Dragon Lord címet viselő második széria mutatja.
Magyarországon elsőként az RTL Klub képernyőjén került adásba 1998. február 14-én, ahol a teljes első széria levetítésre került minden hétvégén dél körül. A hazai nézők számára zavaró lehet, hogy a fent említett Land of the Dragon Lord alcímet viselő széria is ugyanezzel a magyar címmel és folytatólagos epizódszámozással került képernyőre a következő évben (1999.03.27-10.17). Hazánkban így összesen 52 epizódból állt a sorozat, noha a két történet eseményei függetlenek egymástól. Néhány helyszín és szereplő csak az alapvető kontinuitás miatt került a folytatásba.

## Áttekintés
A történet középpontjában Paul Reynold középiskolás áll, aki egy osztálykirándulás során félresikerült diákcsíny következtében egy párhuzamos dimenzióba kerül. A másik világban úgynevezett mágusok (spellbinders) uralkodnak az elérhető tudásban korlátozott, egyszerűbb emberek felett. Technológiát tekintve ez a párhuzamos világ fejletlenebb a "mi" világunknál, bár a mágusok ismerik és használják is az elektromosságot, rádióznak és repülni is képesek járműveik által.
Paul az ismeretlen világban először egy közelben élő lánnyal, Riana-val találkozik egy erdőben. A lány először azt hiszi a fiúról, hogy száműzött, aztán nem sokkal később, miután a fiú elhiteti vele, hogy ráhatással van az aktuálisan végbemenő napfogyatkozásra, azt gondolja, hogy valószínűleg inkább mágus lehet.
A mágusok a náluk tudatlanabb emberekkel elhitették, hogy csodatévő erejük van, pedig valójában csak jobban értenek a tudományokhoz. Ez az "átverés" hamar feltűnik Paulnak, aki azt is hamar megtanulja, hogy ha nem engedelmeskedik a mágusoknak, akkor bizony ő is száműzötté válhat, akiket olyan lakhatatlan területre visznek, ahol esélytelennek gondolt a túlélés. (A tanulásnak itt kulcs szerepe van, ugyanis a párhuzamos világban élőket Paul próbálja különböző dolgokra tanítani. A mágusok számára még puskaport is kever, de Riana-nak azt sem rest megtanítani, hogy a Föld forog a Nap körül és nem fordítva. Egyszer pedig Riana kisebbik fiú testvérét menti meg, egy egyszerű újraélesztési technikával.)
Az események előrehaladtával fény derül többek között arra, hogy a mágusok voltak felelősek egy olyan katasztrófáért, amit egy elszabadult kísérletük okozott, valamint arra is, hogy a két világ között viszonylag könnyű az átjárás. A fejlett világban Katrina és Alex próbálnak kapcsolatot teremteni a másik dimenzióban rekedt barátjukkal. A történet közepe felé emiatt megfordul a felállás és Paul sikeresen hazaérkezik, viszont vele együtt Riana, majd a negatív főszereplő Ashka mágus is átjut világunkba, ami további bonyodalmakat szül.

## Szereplők

### Paul Reynolds (Zbych Trofimiuk)
Egy tinédzser srác Sydney-ből. Tudását tekintve egy mini MacGyver-ként jellemezhető, azaz szeret kísérletezgetni és hamar feltalálja magát, ha a céleszköz nem áll rendelkezésére.

### Riana (Gosia Piotrowska)
Egy tipikusnak mondható lakója a mágus világnak. Élete egészen addig nyugodt volt, míg össze nem találkozott Paul-al. Utána rohamtempóban változott meg minden a lány körül és valószínűleg élete legnagyobb kalandját élte át, míg Paul hazajuttatásában segédkezett. A lány közelharcban nagyon jó és könnyen tanul, ami Paul mellett nem egy utolsó szempont, főleg, hogy kalandjuk során akarata ellenére Sydney-be kerül.

### Alex Katsonis (Brian Rooney)
Paul legjobb barátja, aki látta is hova tűnt barátja, de eleinte félt ezt elismerni. Az iskolában nem remekel, örül, ha lebukás nélkül, puskázással kettest kap a dolgozataira. Családjáról nem sokat tudni, de van egy bátyja, akit sakkban tud tartani azzal, hogy nem mondja el szüleinek, hogy kirúgták a munkahelyéről.

### Katrina Muggleton (Michela Noonan)
Alex-el együtt ő is szemtanúja volt Paul eltűnésének, és minden erejével azon van, hogy valahogy rátaláljon eltűnt barátjukra. Kezdetben egyedül marad a hihetetlen történetével és segíteni akarásával, de nemsokára Alex is segít neki a kutatómunkában. Ehhez még a szerelmespárt is eljátsszák, ami sokszor megmosolyogtató következményekkel jár. A lány szigorú neveltetésben részesül, így mindig ki kell találnia valamit, ha elmegy otthonról, főleg miután sorra bukik le különböző helyzetekben a szülei előtt. Esze a helyén van, nagyon jó tanuló, de sajnos naivitásra nagyon hajlamos.

### Ashka (Heather Mitchell)
Az első mágus, akivel Paul szembe találja magát, és mivel a fiút ő is száműzöttnek hiszi, rátámad. A mágusok által hordott páncélzat által kilőtt elektromos töltet azonban hatástalannak bizonyul a fiatal ellen, hála annak gumitalpas cipőjének. Miután Paul sok mindennel próbálja a mágusokat meggyőzni igazáról (arról, hogy egy másik világból való) Ashka jobbnak látja eljátszani a segítő szerepét, hogy minél több információhoz jusson a fiútól. Később figyelme az új világ felé terelődik és inkább saját maga fedezi fel, hogy világába visszatérve abszolút hatalomra tegyen szert. Sydney-ben aztán Paul apja közelébe férkőzik...

### Brian Reynolds (Andrew McFarlane)
Paul apja, aki tudós ember és éppen emiatt nem hiszi el először fia osztálytársnőjének "meséjét" a másik világ létezéséről. Miután Paul előkerül, sokiág úgy gondolja, hogy fia az eltűnése következtében kialakult traumától szenved, ezért beszél egy addig soha nem látott lányról, Riana-ról. Közben Ashka is megjelenik életében, és a nő behálózásának eredményeképpen, szimpatizálni kezdenek egymással. Emiatt segít a nőnek és a fejlett világ eszközeivel épít számára egy jobb mágus páncélt. Persze ekkor sem tud még a mágus világról.

### Correon (Krzysztof Kumor)
Mágus és egyben idősebb kormányzó is. A repüléstechnika és a páncélruházat szakértője. Eleinte kételkedik Paul meséjében a párhuzamos világokról, de miután összetalálkozik Riana-val, aki megmutatja neki az idegen világból való eszközöket, elkezd végre hinni a fiúnak. Ezután Paul hazajuttatásán fáradozik és Ashka-t - annak különböző tettei miatt - hazugnak nevezi. Emiatt párbajra is kiáll a másik mágussal, amire jó ideje nem volt példa.

### Gryvon (Rafał Zwierz)
Ashka mellé beosztott mágus növendék. Riana falujának, Clayhill vezetőjének fia. Ashka negatív jelleme miatt Gryvon egy talpnyaló, felettese utasításait vakon követő személlyé vált. Még akkor is volt felettese utasításait követi, amikor már addigi tettei következményeitől szenved. Mindig bízva abban a jövőképben, amit Ashka felvázol neki.

## Idézet
Az utolsó rész tanulságos párbeszéde, ami napjainkra nagyon jól öregedett:
Ashka: - What do you care about my world? (Mit foglalkozol te az én világommal?)

Brian: - We just don't like dictators. (Tudod, csak nem szeretjük a diktátorokat.)

## Érdekességek
- A történet alapja nagyban hasonlít a Sliders című sorozatban bemutatott több dimenziós koncepcióra, sőt, még a főszereplők alaptulajdonságai is megegyeznek. Ugyanakkor a Mágusok előbb került képernyőre 1995 januárjában,[4] míg a Sliders bevezető epizódja csak 1995 márciusában[5] jelent meg.
- A Sliders bevezető epizódjához készült DVD audio kommentárban Tracy Tormé és Robert K. Weiss kitérnek arra, hogy a sorozatban látható átjárónak bizonyos elmélet szerint áttetszőnek kellene lennie, így láthatnánk a túloldali világot, de költséghatékonysági okok miatt ez nem valósult meg. A Mágusokban viszont ilyen dimenzió kapu nyílik a két világ között. Ebben a történetben fix ponton nyílik meg az átjáró, azaz könnyebb lehetett megoldani, mintha itt is több helyszínen forgatták volna az átkeléseket.
- Az első jelenetben nem látható a főszereplő.
- Paul, a nyolcadik (Secrets of the Spellbinders) részben megemlíti, hogy nem tudja elolvasni azt az írást, ami a kezében lévő könyvben van. Vagyis, bár angolul beszélnek az idegen világban, a régebben írt könyv tartalma nem angol nyelven íródott.
- Paul szobájának falán egy X-akták plakát látható.
- Néhány jelenetben láthatóvá válik a belógatott mikrofon (boompole).
- A sorozat Ausztráliában és Németországban is megjelent DVD-n.
- A német kiadású DVD-n honosították a sorozatot, így nem látható az adott részek elején a Film Australia nyitó logója; a részek német címet kaptak a főcím után; valamint az epizódok végéről a teljes stáblistát levágták, ami helyett a német szinkront készítők adatai jelennek meg.